# Daniele Galliano
Daniele Galliano (Pinerolo, 15 aprile 1961) è un pittore italiano.

## Biografia
Autodidatta di formazione, esordisce all’inizio degli anni '90.

Da ragazzo lavora come operaio in fabbrica. Nel giro di pochi anni decide di licenziarsi per dedicarsi all’arte. Si forma come artista di strada, studia i grandi maestri e la storia della pittura. Esplora il cinema, la fotografia, il fumetto, la letteratura, la musica, dai quali il suo lavoro sarà fortemente influenzato.

Fa i suoi esordi nel 1992 in una personale all’Unione Culturale Franco Antonicelli di Torino, segnalato da Francesco Poli.

Il mondo del cinema, della musica e della letteratura vive in quegli anni a Torino un autentico clima di rinascimento culturale: i Murazzi del Po il luogo di naturale aggregazione, comunione e condivisione di idee e progetti per gli artisti cittadini. La mostra del 1994 “Narcotica, frenetica, smaniosa, eccitante” presso la Galleria In Arco (Torino) è un viaggio nella notte torinese ritratta da Galliano, che verrà rievocata due decenni dopo nel libro “La guerra dei Murazzi” di Enrico Remmert in cui Galliano viene ricordato.

Nel 1995 entra nella collezione di Carlo Monzino con l’opera pubblicata nel catalogo “Vietato ai lettori”, che gli dedica un libro e una mostra all’Abbazia di San Gregorio a Venezia.

Nel 1996 tiene la sua prima personale da Annina Nosei a New York e nel 1996 alla Galleria Nazionale d’Arte Moderna (Roma). Nel 2006 partecipa alla Nona Biennale dell’Avana su invito di Antonio Zaya, nel 2009 alla 53ª Biennale di Venezia e nel 2016 alla terza edizione della Biennale di Kochi-Muziris in Kerala.

Ha partecipato a numerose mostre collettive alla Galleria d’Arte Moderna di Bologna, alla XII Quadriennale di Roma, alla Galleria Civica di Trento, al Museo Rupertinum di Salisburgo, al Magasin di Grenoble e al Palazzo delle Papesse a Siena, al SALe- Spazi Arte Legnano di Legnano, Milano.

Le sue opere sono incluse in alcune delle principali collezioni pubbliche e private, come la Galleria Civica d’Arte Moderna e Contemporanea di Torino, la Galleria Nazionale d’Arte Moderna di Roma, il Museo d’Arte Moderna e Contemporanea di Trento e Rovereto e la Unicredit Art Collection di Milano.

Numerose sono state le collaborazioni con musicisti, registi e scrittori.

Nel 2015 Skira pubblica una monografia sul lavoro di Galliano fra il 1993 e il 2014, a cura di Demetrio Paparoni.

## Opera

### Gli anni Novanta
Il lavoro di Galliano si connota fin dagli inizi, negli anni ’90, per un realismo fotografico in cui la fotografia amatoriale è usata come strumento ausiliario, come punto di partenza della sua pittura, che gli permette di prelevare continuamente immagini da ciò che gli sta attorno. L’esattezza dei dettagli e delle visioni prospettiche proposte non si riduce alla riproduzione di una fotografia, lasciando spazio a interventi sul processo pittorico, sulla forma e sul colore.

Galliano si muove all’interno dei nuovi realismi sviluppatisi negli anni ‘90 e presenta più di un punto di convergenza con le forme storiche del realismo pittorico, dalla scuola di New York di inizio secolo, al fotorealismo degli anni 70 e con quei pittori britannici come Lucian Freud, David Hockney, Francis Bacon che, negli anni ’60 e ’70, prima che il Neoespressionismo riportasse l’attenzione del pubblico e della critica sulla pittura figurativa, venivano considerati “outsider” poiché si discostavano dalle ricerche allora in atto per volgere la loro attenzione al paesaggio e soprattutto al ritratto.

La nota stilistica principale della prima produzione di Galliano è il blurring (lo sfocato), che non abbandonerà mai del tutto: all’alta definizione oppone la bassa definizione dell’immagine fuori fuoco. A questo proposito Mario Perniola ha parlato del suo lavoro in termini di iporealismo, cioè di una visione che oscilla tra la miopia e il sogno, che sacrifica i dettagli a favore di una visibilità ridotta, senza profondità di campo.

La narrazione delle opere di Galliano, come in quelle dei fotografi come Nan Goldin, Wolfang Tillmans e Billingham - i cui lavori emergono fra gli anni ’60 e ’90 - prende la forma di diario intimo e autobiografico e si incentra sull’esplorazione del mondo della diversità e della marginalità e su tematiche relative all’identità, al corpo, alla sessualità, che tornano negli anni ‘90 ad essere il campo privilegiato delle ricerche artistiche. Tutto ciò che è marginale, reietto o scandaloso, rientra in quel diverso indagato costantemente alla ricerca di una visione del mondo antieroica da contrapporre alla morale corrente.

Così nella pittura degli esordi, Galliano si sofferma soprattutto su istantanee di vita quotidiana, di intimità domestica, di momenti di solitudine e isolamento, piacere e nudità, in cui il corpo – soprattutto quello femminile - è il protagonista della tela. La sessualità è uno dei temi ricorrenti nella produzione artistica di Galliano, talvolta appena suggerita, altre volte esplicita e disinibita.

La sua prima produzione volge al tempo stesso lo sguardo alla metropoli torinese, alla periferia e alla vita notturna, e ai suoi protagonisti marginali e ai loro gesti stereotipati e ai loro vizi. La città è quasi sempre vista di scorcio, da un ponte di tangenziale stagliato con tutto il suo squallore e grigiore su un cielo dorato, a una veduta di piazza Vittorio colta al tramonto con squarci di rosso e viola.

È sempre in questo periodo che la folla mondana dei centri sociali e dei basement di night club appare per la prima volta nel lavoro dell’artista, nelle due tele esposte nel 1996 a New York alla Annina Nosey Gallery. Da allora Galliano è ripetutamente tornato sul tema del rave e degli assembramenti di persone.

### Dal 2000
A partire dall’inizio degli anni 2000 il lavoro di Daniele Galiano si arricchisce in numero e varietà di soggetti e realtà indagate. Pur rimanendo legato all’uso di istantanee prelevate dalla sua quotidianità e dalla sua vita privata, Galliano porta in scena temi sociali e politici con un interesse a ciò che avviene nel mondo, dai migranti stipati su un barcone, ai centri di accoglienza stranieri, all’establishment politico, ai conflitti in Medioriente, ai radicalismi religiosi, ecc.

Nei lavori Empty heads (2017) e We’re gonna have a real good time together (2016), mette in scena la decadenza di uomini ritratti nelle vesti del potere – politici, bancari, affaristi, privando i personaggi dei connotati e, in ultima istanza, della loro stessa anima.

Una parte importante dei suoi lavori di questo periodo, infine, guarda al controllo sociale impresso dalle istituzioni (scuola, chiese, associazioni, corporazioni professionali, partiti, eserciti o media) sugli individui per assicurane l’adesione alle norme condivise, codificandone la condotta, arginando i comportamenti irrazionali e anticonvenzionali, sanzionando il dissenso o la devianza, e pianificandone il tempo libero. Accanto alle folle disordinate, spontanee, poco controllabili o prevedibili dei rave e dei basement notturni, Galliano introduce gruppi di individui colti nella performance di regolamentate azioni collettive: uomini in scene di preghiera pubblica, colonne irreggimentate di studenti, figure di potere nella loro funzione istituzionale, eserciti di levatrici nel pieno della loro attività, ecc. I soggetti di queste folle appaiono disposti in ranghi, secondo una logica uniformante e omogenea. Le azioni diventano seriali e le figure umane vengono replicate fino a costituire pattern geometrici.

Quello delle folle è in un tema a cui Galliano guarda con grande interesse e su cui lavorerà in profondità soprattutto a partire dagli anni 2000 in varie declinazioni e formati, attraverso la serie Constellations.

Questa fase si connota anche per una sperimentazione crescente di approcci alla pittura, con un’interazione frequente con la pittura astratta e un uso materico del colore, e per la diversificazione delle techiche e dei media usati dall’artista.

### Lavori

#### Il polittico “blu” (senza titolo) raccolto nella pubblicazione Vietato ai lettori curata da Giacinto di Pietrantonio (1993)
Il polittico del 1993, composto da 20 piccole tele, mostra in sequenza frammenti di volti e corpi colti nel pieno dell’atto sessuale. Il punto di vista è quello della videoripresa amatoriale: si tratta di fotogrammi scelti da un film di bassa qualità che fanno pensare ad una visione della sessualità antieroica, domestica, popolare, la memoria infantile e periferica, uno sguardo ingenuo stupido che preleva ciò che gli piace con l’intento antiborghese e ribelle di imporre gli occhi apertamente ciò che si spia o si consuma di nascosto e nel buio della sala. Il viraggio in blu cala l’opera in una luce irreale, quella dello schermo del televisore. L’intera opera fu acquisita nel 1994 da Monzino, entrando a far parte della sua collezione privata, che includerà un ampio numero di opere dell’artista acquisite negli anni successivi.

#### La mostra “NarcoticaFreneticaSmaniosaEccitante” (1994)
La mostra “Narcotica smaniosa frenetica eccitante” del 1994, tenutasi alla galleria In Arco, è dedicata a un ciclo di dipinti in cui si ripercorrono le tappe di una storia notturna dal tramonto all’alba. È un racconto che si sviluppa all’interno di night club, birrerie e discoteche, in cui compaiono donne comuni, impiegate, prostitute, intente a truccarsi, a ballare, a bere, a cercare affetto fra le braccia di sconosciuti. Il brulicare di questa folla chiassosa trova riposo nelle vedute sulla città all’inizio del percorso notturno con la veduta di un tramonto su Torino e con il primo a albeggiare sulle acque del Po.

#### Constellations
Galliano esplora il tema della folla fin dagli anni ’90, con i primi quadri sui rave e i basement dei locali underground. Da allora non ha mai abbandonato questo tema, approfondendolo e declinandolo a contesti, scenari, gradi di astrazione e alle tecniche più diverse. L’ampliamento di prospettiva, con l’innalzamento progressivo del punto di osservazione sulle folle, consente di aprire lo spazio della tela a gruppi umani sempre più estesi e raccolti in spazi diversificati, e di aprire all’astrazione: la composizione assume l’aspetto di una costellazione di segni sempre più minimi, a volte dei punti di colore, osservati da lontano.

#### Bad Trip
Nella serie intitolata Bad Trip, iniziata nel 2013 e ampliata e esposta alla Biennale di Kochin del 2016, ogni lavoro è composto da un dipinto amatoriale fatto da un ignoto, che l’artista usa come supporto di base e sfondo per dipingere i propri soggetti, personaggi lisergici e allucinanti che irrompono e si riappropriano dello spazio estetico e morale precostituito, lo occupano e lo re-inventano. Il titolo è un’allusione ironica agli stati allucinatori che sembrano viaggi a destinazione imprevista e dall’esito non rassicurante. Lo sguardo di quest’ultima serie è della pittura sulla pittura stessa e può essere definito meta-pittorico.

#### Anything
La serie Anything rappresenta in qualche modo la fase più recente del suo lavoro sulle folle, con alcune varianti importanti. In Anything il caos irrompe non solo nella folla, ma nel processo stesso di concepimento e produzione dell’opera. Qui l’artista agisce attraverso due fasi principali. Il primo passaggio consiste nel gesto meccanico e casuale della stesura di tempera su tela. Dopo questa fase di pittura automatica, che genera un magma primordiale di colore e di forme, il pittore si mette a disposizione delle apparizioni che vi si manifestano e agisce andando a evidenziare forme, personaggi, oggetti, icone. Il segno grafico dell’opera attinge a un patrimonio visivo che spazia dalla pittura informale, alla pittura iperrealista, al primitivismo, al fumetto, anche se la narrazione non ha una sua propria sintassi, ma è abbandonata al caos stesso da cui è stata generata, che diventa esso stesso protagonista dell’opera.

## Collaborazioni

### Video
Insieme a Davide Borsa crea un film di animazione composto da 1460 disegni dal titolo “The man who managed to get pussy off his mind”. Il corto è stato presentato alla Gam di Torino (2013), Festival di Lubiana (2013), ad Artissima-Sala borsa (2016), alla Biennale del Disegno di Rimini (2016) e alla Biennale del Cortometraggio di Vicenza (2017).

### Musica

#### 2019
Live painting (con Andrea Chiesi) su performance musicale di Mara Redeghieri (già voce degli Ustmamò), Recidiva, Auditorium Arcangelo Corelli Fusignano, 19 gennaio 2019.

#### 2018
Live painting, Avantgard Portrait, su live di “Understatements” Arto Lindsay with Ikue Mori and Stefan Brunner, OGR – Officine Grandi Riparazioni, 17 marzo 2018.

Live painting, Avantgard Portrait, “John Cale Inspired by NYC”, OGR – Officine Grandi Riparazioni, 03 marzo 2018.

Live painting, Avantgard Portrait, su live dei Blonde Redhead sonorizzano “Permanent Vacation” di Jim Jarmusch, OGR – Officine Grandi Riparazioni, 17 febbraio 2018.

#### 2017
Live painting, su performance musicale di Saturnino Celani e Livio Magnini, The Next Nest, XXI, Expo Gate, Triennale International Exhibition, 2 aprile 2017.

#### 1996-2003
Il video “Dentro ai miei vuoti” dei Subsonica viene realizzato nel 2003 interamente con i quadri di Daniele Galliano. I suoi dipinti sono stati fonte di ispirazione per i subsonica che hanno esordito con una sonorizzazione della sua mostra “Una terapia” tenutasi nel 1997 alla galleria In Arco di Torino e pubblicato nel singolo "Preso blu".

#### 1998
Nel 1998 escono due dischi dei Marlene Kuntz con le cover curate da Daniele Galliano: Come di sdegno e Ho ucciso paranoia.

### Letteratura
La collaborazione fra Daniele Galliano e lo scrittore Enrico Remmert ha dato vita al progetto “Dalla A alla Zebra”. L’opera consiste in un abbecedario artistico a quattro mani. Il corpus è composto da circa 120 definizioni che accompagnano relativi disegni che, esattamente come in un abbecedario, vanno a definire 120 parole. Il lavoro è stato esposto nel 2016 alla Fondazione Sandretto Re Rebaudengo ed è stato pubblicato dalla casa editrice Iemme Edizioni di Napoli.

### Moda
Constellations per Serie Numerica: Galliano collabora per la collezione Primavera/Estate 2014 con il marchio fashion Serienumerica al primo progetto di capsule collection “Multipli”, basato sulla collaborazione con artisti, designer, fotografi e creativi provenienti da vari settori.

### Cinema
Nel 2012 il regista Marco Ponti gli ha dedicato un film sulla realizzazione di un’opera della serie “Constellations” con musiche originali dei Marlene Kuntz.

## Bibliografie

### Monografie
- Graziano Menolascina (a cura di), Dalla A alla Zebra, Iemme Edizioni, Fondazione Sandretto Re Rebaudengo, Torino 2016; ISBN 9788897776918
- Graziano Menolascina (a cura di), We’re gonna have a real good time together, Iemme Edizioni, Naples 2016; ISBN 9788899928018
- Daniele Galliano, Paintings 1993-2014, a cura di Demetrio Paparoni, testi di Carter Ratcliff, Eleonora Castagnone, Antonio Zaia, Arturo Schwarz, Edizioni Skira, 2014.
- Marco Meneguzzo, Daniele Galliano.All good things, Studio d’Arte Raffaelli,Trento, 2008.
- Antonio Zaya, Inadecuados, Galería Distrito Cu4tro, Madrid, Spagna, 2004.
- Luca Beatrice e Mario Perniola, Daniele Galliano, Museo d’Arte di Nuoro, Nuoro, 1999.
- P. Miller, Dj Spooky that Subliminal Kid, La fin du monde, Artiscope, Bruxelles, 1998.

### Libri e cataloghi
- Francesca Alfano Miglietti, I poeti lavorano di notte, Nonostante Marras, Milano 2018.
- Roberto Brunelli, Italia's National Treasure Artists, StreetLib, Torino, 2018.
- Roberto Brunelli, MIAs Mid-career Italian Artists, StreetLib, Torino, 2017.
- Unknown + Galliano, Bad Trip 2 India, Kochi-Muziris Biennale, 2016.
- Roberto Brunelli, Anninovanta 1990-2015. Un percorso nell'arte italiana[13], Gli Ori Editori Contemporanei, Pistoia, 2014.
- AA.VV., ShTArt[14], Share The Art, nasce il collezionismo 2.0, Milano, 2011
- Daniel Birnbaum, Fare Mondi, catalogo generale 53ª Biennale di Venezia, Edizioni Marsilio, Venezia, 2009.
- Luca Beatrice e Beatrice Buscaroli, Collaudi, padiglione Italia, 53ª Biennale di Venezia, Silvana editoriale, Cinisello Balsamo, 2009.
- Pier Giovanni Castagnoli e Elena Volpato, Dieci anni di acquisizioni per la Gam di Torino, 1998-2008, Umberto Allemandi Editore, Torino, 2008.
- Maurizio Calvesi, Lorenzo Canova, Marco Meneguzzo, Marisa Vescovo, Collezione Farnesina. Esperimenta, Gangemi Editore, Roma, 2008.
- Centro d’Arte Contemporaneo Wifredo Lam, Novena Bienal de La Habana 2006, Centro per l’Arte Contemporaneo Wifredo Lam, Cuba, 2006.
- Peter Weiermair, Il nudo fra ideale e realtà., Galleria d’Arte Moderna di Bologna, Artificio Skira, Firenze, 2004.
- Achille Bonito Oliva, Figura italiana: il bianco e nero dell’arte, Mudimadue, Milano, 2003.
- Peter.Weiermair, Die intelligenz der hand, Diegalerie, Francoforte, 2000.
- Achille Bonito Oliva, Disidentico.maschile femminile e oltre, Panepinto Arte, Palermo, 1998.
- Pier Giovanni Castagnoli, Riccardo Passoni, Viaggio in Italia 1998-2000: Torino da Fontanesi a Casorati Corraini Editore, Mantova, 1998.
- Yves Aupetitallot, Raconte moi une histoire, Le Magasin Centre National d’Art Contemporain, Grenoble, 1998.
- Danilo Eccher e Dede Auregli, Arte Italiana. Ultimi quarant’anni. Pittura Iconica, Electa, Milano, 1997.
- A cura di Ida Granelli, Collezionismo a Torino, Edizioni Charta, Milano, 1996.
- Esposizione Nazionale Quadriennale d’Arte di Roma, XII Quadriennale. Ultime generazioni, Edizioni De Luca, Roma, 1996.
- Luca Beatrice e Cristiana Perrella, Dodici Pittori Italiani, Galleria In Arco, Torino, 1995.[15]